# 兵庫県立こやの里特別支援学校
兵庫県立こやの里特別支援学校（ひょうごけんりつ こやのさととくべつしえんがっこう）は、兵庫県伊丹市瑞ケ丘二丁目にある県立特別支援学校。知的障害のある児童・生徒を教育対象とする。
兵庫県立猪名川高等学校内に分教室を設けている。

## 設置学部
- 小学部
- 中学部
- 高等部
  - 分教室 - 社会・職業コース
- 訪問教育部

## 歴史
- 1978年（昭和53年）4月1日 - 開校。兵庫県立阪神養護学校（現在の兵庫県立阪神特別支援学校）の校区を分離した。
- 1980年（昭和55年）4月1日 - 高等部設置
- 2007年（平成19年）4月1日 - 学校名を兵庫県立こやの里特別支援学校に変更
- 2010年（平成22年）4月1日 - 兵庫県立芦屋特別支援学校新設に伴い、通学区域を変更。
- 2014年（平成26年）4月1日 - 兵庫県立猪名川高等学校内に分教室を設置。
- 2024年（令和6年）4月1日 - 兵庫県立川西カリヨンの丘特別支援学校新設に伴い、通学区域を変更。分教室もカリヨンの丘校に年次移管[2]。

## 通学区域
本校
- 宝塚市
- 伊丹市
- 西宮市（塩瀬中学校の校区）

分教室
- 本校の通学区域及び兵庫県立川西カリヨンの丘特別支援学校の通学区域

## アクセス
- JR伊丹駅・阪急伊丹駅から伊丹市営バスに乗車、「瑞ヶ丘公園前」バス停下車 、南西へ徒歩約300m